# Jordan Wright
Jordan Michael Wright (San Antonio, Texas, Estados Unidos, 7 de octubre de 1991) es un artista marcial mixto estadounidense que compite en la división de peso medio de Ultimate Fighting Championship.

## Primeros años
De niño empezó a hacer gimnasia a los 4 años, pero se interesó por las artes marciales gracias al animé Dragon Ball Z. Probó el karate como primer arte marcial, y luego pasó al wushu, al muay thai y al kick boxing. Cuando Wright tenía 16 años, participó en un par de combates de muay thai en un sótano y quedó enganchado al instante. Lo describe como el momento en que se enamoró de la lucha. Después del instituto, Wright decidió hacer de la lucha un trabajo a tiempo completo. Con la ayuda de su amigo y ahora mánager, viajó a Nuevo México y realizó una prueba para las MMA de Jackson-Wink. Tras pasar la prueba, Wright durmió y vivió en el gimnasio durante el verano anterior a su primer año en la Universidad de Nuevo México.
Durante este tiempo pensó en seguir una carrera en Hollywood como doble de acción o como actor de artes marciales, al estilo de Bruce Lee y Jackie Chan. El único obstáculo era que no quería que nadie cuestionara si realmente podía luchar y defenderse.

## Carrera en las artes marciales mixtas

### Inicios
Después de graduarse en la universidad, hizo su debut profesional en las MMA a los 23 años bajo la bandera de Xplode Fight Series. Salió victorioso, sometiendo a John Lee con un estrangulamiento por detrás en sólo 63 segundos. Desde entonces, "The Beverly Hills Ninja" ha ganado sus siguientes siete combates, ninguno de los cuales ha durado más de 2:48. En LFA 30, el 12 de enero de 2018, sometió a Craig Wilkerson en 1 minuto y 29 segundos.
Luchando bajo la bandera del Dana White's Contender Series 10, se enfrentó a Anthony Hernandez. A pesar de perder el combate en 40 segundos, el combate sería declarado como Sin Resultado, ya que Hernandez dio positivo por marihuana.
Se enfrentó a Gabriel Checco en LFA 80 el 17 de enero de 2020. Ganó el combate por TKO en el segundo asalto.

### Ultimate Fighting Championship
Debutó en la UFC contra Ike Villanueva el 22 de agosto de 2020 en UFC on ESPN: Munhoz vs. Edgar. Ganó el combate por TKO en el primer asalto.
Se enfrentó a Joaquin Buckley el 21 de noviembre de 2020 en UFC 255. Perdió el combate por KO en el segundo asalto.
Se enfrentó a Jamie Pickett el 15 de mayo de 2021 en UFC 262. Ganó el combate por TKO en el primer asalto.
Se esperaba que se enfrentara a Julian Marquez el 16 de octubre de 2021 en UFC Fight Night: Ladd vs. Dumont. En el pesaje, Marquez fue retirado de su combate de peso medio contra Wright debido a "problemas de salud no relacionados con el COVID". Nunca llegó a la báscula, a pesar de que su oponente pesó dentro del límite del combate de peso medio sin título. Como resultado, el combate fue cancelado.
Se enfrentó a Bruno Silva el 11 de diciembre de 2021 en UFC 269. Perdió el combate por TKO en el primer asalto.
Se esperaba que se enfrentara a Roman Kopylov el 23 de abril de 2022 en UFC Fight Night: Lemos vs. Andrade. Sin embargo, Kopylov se retiró por razones médicas y fue sustituido por Marc-André Barriault. Perdió el combate por sumisión en el primer asalto.
Se enfrentó a Duško Todorović el 15 de octubre de 2022 en UFC Fight Night: Grasso vs. Araújo. Perdió el combate por TKO en el segundo asalto. Este combate le valió el premio a la Pelea de la Noche.

## Campeonatos y logros

### Artes marciales mixtas
- Ultimate Fighting Championship
  - Pelea de la Noche (una vez) vs. Duško Todorović[24]

## Récord en artes marciales mixtas
| Resultado     | Récord   | Oponente             | Método                                 | Evento                             | Fecha                    | Ronda | Tiempo | Localización              | Notas |
| ------------- | -------- | -------------------- | -------------------------------------- | ---------------------------------- | ------------------------ | ----- | ------ | ------------------------- | --- |
| Derrota       | 12-4 (1) | Duško Todorović      | TKO (puñetazos y codazos)              | UFC Fight Night: Grasso vs. Araújo | 15 de octubre de 2022    | 2     | 3:12   | Las Vegas, Nevada         | Pelea de la Noche.                                                                                                 |
| Derrota       | 12-3 (1) | Marc-André Barriault | Sumisión (estrangulamiento guillotina) | UFC Fight Night: Lemos vs. Andrade | 23 de abril de 2022      | 1     | 2:36   | Las Vegas, Nevada         | Combate de peso acordado (190 libras).                                                                             |
| Derrota       | 12-2 (1) | Bruno Silva          | TKO (puñetazos)                        | UFC 269                            | 11 de diciembre de 2021  | 1     | 1:28   | Las Vegas, Nevada         | |
| Victoria      | 12-1 (1) | Jamie Pickett        | TKO (puñetazos)                        | UFC 262                            | 15 de mayo de 2021       | 1     | 1:04   | Houston, Texas            | |
| Derrota       | 11-1 (1) | Joaquin Buckley      | KO (puñetazos)                         | UFC 255                            | 21 de noviembre de 2020  | 2     | 0:18   | Las Vegas, Nevada         | |
| Victoria      | 11-0 (1) | Ike Villanueva       | TKO (parada médica)                    | UFC on ESPN: Munhoz vs. Edgar      | 22 de agosto de 2020     | 1     | 1:31   | Las Vegas, Nevada         | Combate de peso semipesado.                                                                                        |
| Victoria      | 10-0 (1) | Gabriel Checco       | TKO (rodillazo y puñetazos)            | LFA 80                             | 17 de enero de 2020      | 2     | 0:48   | Albuquerque, Nuevo México | |
| Sin resultado | 9-0 (1)  | Anthony Hernandez    | Sin resultado (anulado)                | Dana White's Contender Series 10   | 19 de junio de 2018      | 1     | 0:40   | Las Vegas, Nevada         | Originalmente una victoria por KO (puñetazos) para Hernandez; anulada después de que diera positivo por marihuana. |
| Victoria      | 9-0      | Craig Wilkerson      | Sumisión (estrangulamiento por detrás) | LFA 30                             | 12 de enero de 2018      | 1     | 1:29   | Costa Mesa, California    | |
| Victoria      | 8-0      | John Stern           | Sumisión (estrangulamiento por detrás) | Alaska FC 131                      | 19 de abril de 2017      | 1     | 2:03   | Anchorage, Alaska         | Regreso al peso medio.                                                                                             |
| Victoria      | 7-0      | John Stern           | Sumisión (estrangulamiento del brazo)  | Alaska FC 128                      | 18 de enero de 2017      | 1     | 1:32   | Anchorage, Alaska         | Debut en el peso semipesado.                                                                                       |
| Victoria      | 6-0      | Julian Hernandez     | TKO (puñetazos)                        | Gladiator Challenge: Young Gunz    | 30 de enero de 2016      | 1     | 0:39   | San Jacinto, California   | |
| Victoria      | 5-0      | Edward Darby         | TKO (patada trasera giratoria)         | XFS: Payback                       | 19 de septiembre de 2015 | 1     | 0:10   | Valley Center, California | |
| Victoria      | 4-0      | Andrew Wright        | TKO (puñetazos)                        | XFS: Heat                          | 11 de julio de 2015      | 1     | 1:59   | Valley Center, California | |
| Victoria      | 3-0      | Toby O'Neil          | TKO (patadas en las piernas)           | XFS: Taco                          | 21 de marzo de 2015      | 1     | 0:52   | Valley Center, California | |
| Victoria      | 2-0      | Ramon Dawson         | Sumisión (estrangulamiento por detrás) | XFS: Hurricane Pro                 | 17 de enero de 2015      | 1     | 2:48   | Valley Center, California | |
| Victoria      | 1-0      | John Lee             | Sumisión (estrangulamiento por detrás) | XFS: Wasteland                     | 8 de noviembre de 2014   | 1     | 1:03   | Valley Center, California | Debut en el peso medio.                                                                                            |